# Jessica Roberts
Jessica Roberts, född den 11 april 1999, är en brittisk tävlingscyklist.
Vid VM 2022 tog Roberts brons i damernas i scratchlopp. Hon ingick i det brittiska lag som tog brons i lagförföljelse vid OS 2024.